# 효서로 (인천)
효서로는 인천광역시 계양구 효성동 아나지사거리부터 작전서운동까지 연결되는 도로이다. 거리는 약 4.7km이다. 도로명은 효성동과 서운동의 앞글자인 '효'와 '서'를 합쳐서 만들어졌다.

## 특징
이 도로의 작전서운동, 작전동 일부 구간은 다른 도로와 다르게 도로폭이 좁아 교통이 불편한 도로이기도 하다. 그러나 여러 아파트와 작전서운동 주민센터를 연결 시키는 도로 중 하나이다. 아나지사거리에서 아나지로와 함께 시작하고 봉오대로 894번길에 의해 도로가 끝난다. 종점에서 도로가 이어지는데, 이는 효서로가 아닌 봉오대로 894번길(거성자동차학원)의 일부이다.서운동 일부에 산업단지가 형성되어 있고 총 도로명 주소의 수는 465이다.

## 구간
- 아나지사거리 (봉오대로, 국도 제6호선 아나지로)
- 새풀로북단 (새풀로)
- 사거리명 미정 (마장로 (인천))
- 효성신사거리 (안남로)
- 사거리명 미정 (새벌로)
- 신대사거리 (계양대로)
- 화전초교사거리 (주부토로)
- 화전사거리 (장제로)
- 서운근린공원
- 사거리명 미정 (서부간선로, 아나지로 437번길)
- 서운교
- 사거리명 미정 (서운로)
- 효서로 종점 (봉오대로 894번길)